# Barry Watson
Barry Watson (* 23. duben 1974, Traverse City, Michigan, Spojené státy americké) je americký herec, který se proslavil rolí Matthewa Camdena v seriálu Sedmé nebe.

## Život
Když bylo Barrymu 8 let přestěhovala se jeho rodina do Dallasu a Barry začal s modelingem. Ve čtrnácti se jeho rodiče rozvedli. Barry v patnácti odešel do Kalifornie a téměř okamžitě dostal práci v seriálu NBC Tak jde čas, kde účinkoval šest měsíců a pak se vrátil do Dallasu. Po dokončení studia se odjel znovu do Los Angeles. Tam si ho Aaron Spelling vybral do seriálu Malibu Shores (1996). Ten mu také nabídl roli Matta Camdema v seriálu Sedmé nebe, která ho proslavila. Objevil se také ve filmech Pozor, obří žena! s Daryl Hannah či Pomsta, kde hrál s Katií Holmes.

## Osobní život
Poprvé byl ženatý s herečkou Laurou Payne-Gabriel, se kterou ho seznámila Tori Spelling. V prosinci 2003 se potkal se svou spolužačkou ze střední školy Tracy Hutson. Dvojici se dne 2. května 2005 narodil syn Oliver a dne 13. listopadu 2007 syn Felix. Rozešli se v roce 2011. Dne 21. prosince 2014 se oženil s herečkou Natashou Gregson Wagner. Spolu mají dceru Clover Celementyne Watson.

## Filmografie

### Film
| Rok  | Název              | Role         | Poznámky           |
| ---- | ------------------ | ------------ | ------------------ |
| 1999 | Pomsta             | Luke Churner |                    |
| 2001 | Cizinec na útěku   | Jack Barrett |                    |
| 2001 | Dannyho parťáci    | Sám sebe     | nekreditovaná role |
| 2002 | Dámy nebo nedá mi? | Dave/Daisy   |                    |
| 2004 | Luxusní nabídka    | Jeff Sweeney |                    |
| 2005 | Boogeyman          | Tim          |                    |
| 2011 | The Chateau Meroux | Chris        |                    |
| 2015 | Ominous            | Michael      |                    |
| 2017 | An Hour Behind     | Parker       |                    |
| 2019 | Psí domov          | Gavin        |                    |

### Televize
| Rok       | Název                       | Role                          | Poznámky                                                                 |
| --------- | --------------------------- | ----------------------------- | ------------------------------------------------------------------------ |
| 1990      | Tak jde čas                 | Randy                         |                                                                          |
| 1993      | Attack of the 50 Ft. Woman  | Teen Boy                      | TV film                                                                  |
| 1994      | Chůva k pohledání           | Greg                          | díl: „Everybody Needs a Bubby“                                           |
| 1995      | Sister, Sister              | Barney                        | 2 díly                                                                   |
| 1996      | Pobřežní hlídka             | Thomas Edward 'Cowboy' O'Hara | díl: „The Incident“                                                      |
| 1996      | Studentka na telefonu       | Jack Collins                  | TV film                                                                  |
| 1996      | Detektiv Nash Bridges       | Trent                         | díl: „Home Invasion“                                                     |
| 1996      | Malibu Shores               | Seth                          | 4 díly                                                                   |
| 1996–2006 | Sedmé nebe                  | Matt Camden                   | Hlavní role (1.–6. řada, 9. řada), host (7.–8. řada, 10. řada), 155 dílů |
| 2006–2007 | What About Brian            | Brian Davis                   | hlavní role, 24 dílů                                                     |
| 2007–2009 | Samantha Who?               | Todd Deepler                  | hlavní role, 35 dílů                                                     |
| 2010      | V těle boubelky             | Evan                          | díl: „Good Grief“                                                        |
| 2011      | Můj budoucí přítel          | Pax                           | TV film                                                                  |
| 2012      | Super drbna                 | Steven Spence                 | Vedlejší role (6. řada), 6 dílů                                          |
| 2012      | Kiss At Pine Lake           | Luke                          | TV film                                                                  |
| 2012      | Wedding Band                | Boboroff                      | díl: „We Are Family“                                                     |
| 2013      | Wilfred                     | Michael                       | díl: „Suspicion“                                                         |
| 2014      | Doktorka z Dixie            | Davis Polk                    | Vedlejší role (3. řada), 5 dílů                                          |
| 2014      | Far from Home               | Nicholas Bell                 | TV film                                                                  |
| 2014      | Mystérium sexu              | Shelley Decklin               | 3 díly                                                                   |
| 2016      | Murder in the First         | Nick Rosenthal                | díly: „Black and Blue“ a „Follow the Money“                              |
| 2017      | Date My Dad                 | Ricky Cooper                  | hlavní role, 10 dílů                                                     |
| 2018      | A Very Nutty Christmas      | Chip                          | TV film                                                                  |
| 2019      | Nejsilnější hlas            | Lachlan Murdoch               | 3 díly                                                                   |
| 2019      | My Mom's Letter from Heaven | Connor                        | TV film                                                                  |
| 2020      | Do temnoty                  | Henry Cameron                 | díl: „The Current Occupant“                                              |